# FIBA Diamond Ball femenino 2008
El II FIBA Diamond Ball Femenino de 2008 fue la segunda edición del torneo mundial de selecciones nacionales femeninas de baloncesto de la FIBA, que se llevó a cabo en Haining, China del 2 al 5 de agosto de 2008 en el Centro Deportivo Olímpico de Haining.
El torneo fue ganado por la selección de Estados Unidos que derrotó en la final a Australia 67 a 71, mientras que China obtuvo el tercer puesto al vencer a Letonia 63 a 51.

## Árbitros
La FIBA designó 9 árbitros para este torneo, los cuales fueron los siguientes:
| Michael Aylen Bing Liang Longsheng Qiao Susan Elaine Blauch Nikolaos Zavlanos | Yuji Hirahara Romualdas Brazaukas Abreu Muhimua Elena Chernova |

## Formato de competencia
Los 6 equipos son divididos en 2 grupos de 3 equipos donde juegan todos contra todos, para la Ronda Final juegan el 3A vs. 3B para definir el 5.º. Lugar, el 2A vs. 2B para el 3.er. Lugar y el 1A vs. 1B para definir al campeón.

## Equipos participantes
| Australia China Estados Unidos | Letonia Malí Rusia |

## Ronda preliminar

### Grupo A
|   | Equipo    | Pts | PG | PP | PF  | PC  | Dif  |
| - | --------- | --- | -- | -- | --- | --- | ---- |
| 1 | Australia | 4   | 2  | 0  | 206 | 113 | 93   |
| 2 | China     | 3   | 1  | 1  | 161 | 151 | 10   |
| 3 | Malí      | 2   | 0  | 2  | 110 | 213 | −103 |

| 2 de agosto, 19:30                    | Malí                                  | 67-91                                 | China                                |  |
| Reporte                               |                                       |                                       |                                      |  |
| Parciales: 18-20, 14-15, 18-26, 17-30 | Parciales: 18-20, 14-15, 18-26, 17-30 | Parciales: 18-20, 14-15, 18-26, 17-30 | Centro Deportivo de Haining, Haining |  |

| 3 de agosto, 15:30                    | China                                 | 70-84                                 | Australia                            |  |
| Reporte                               |                                       |                                       |                                      |  |
| Parciales: 16-23, 17-26, 17-19, 20-16 | Parciales: 16-23, 17-26, 17-19, 20-16 | Parciales: 16-23, 17-26, 17-19, 20-16 | Centro Deportivo de Haining, Haining |  |

| 4 de agosto, 15:30                  | Australia                           | 112-43                              | Malí                                 |  |
| Reporte                             |                                     |                                     |                                      |  |
| Parciales: 21-19, 30-5, 30-15, 31-4 | Parciales: 21-19, 30-5, 30-15, 31-4 | Parciales: 21-19, 30-5, 30-15, 31-4 | Centro Deportivo de Haining, Haining |  |

### Grupo B
|   | Equipo         | Pts | PG | PP | PF  | PC  | Dif |
| - | -------------- | --- | -- | -- | --- | --- | --- |
| 1 | Estados Unidos | 4   | 2  | 0  | 177 | 132 | 45  |
| 2 | Letonia        | 3   | 1  | 1  | 149 | 153 | −4  |
| 3 | Rusia          | 2   | 0  | 2  | 127 | 168 | −41 |

| 2 de agosto, 15:30                    | Rusia                                 | 69-75                                 | Letonia                              |  |
| Reporte                               |                                       |                                       |                                      |  |
| Parciales: 14-12, 15-24, 21-15, 19-24 | Parciales: 14-12, 15-24, 21-15, 19-24 | Parciales: 14-12, 15-24, 21-15, 19-24 | Centro Deportivo de Haining, Haining |  |

| 3 de agosto, 19:30                    | Letonia                               | 74-84                                 | Estados Unidos                       |  |
| Reporte                               |                                       |                                       |                                      |  |
| Parciales: 18-31, 20-16, 19-18, 17-19 | Parciales: 18-31, 20-16, 19-18, 17-19 | Parciales: 18-31, 20-16, 19-18, 17-19 | Centro Deportivo de Haining, Haining |  |

| 4 de agosto, 19:30                   | Estados Unidos                       | 93-58                                | Rusia                                |  |
| Reporte                              |                                      |                                      |                                      |  |
| Parciales: 17-10, 26-9, 24-21, 26-18 | Parciales: 17-10, 26-9, 24-21, 26-18 | Parciales: 17-10, 26-9, 24-21, 26-18 | Centro Deportivo de Haining, Haining |  |

## Fase final
| 5 de agosto, 14:00                    | Malí                                  | 52-79                                 | Rusia                                |  |
| Reporte                               |                                       |                                       |                                      |  |
| Parciales: 15-19, 11-16, 10-26, 16-18 | Parciales: 15-19, 11-16, 10-26, 16-18 | Parciales: 15-19, 11-16, 10-26, 16-18 | Centro Deportivo de Haining, Haining |  |

| 5 de agosto, 16:00                    | China                                 | 63-51                                 | Letonia                              |  |
| Reporte                               |                                       |                                       |                                      |  |
| Parciales: 19-11, 15-10, 14-16, 15-14 | Parciales: 19-11, 15-10, 14-16, 15-14 | Parciales: 19-11, 15-10, 14-16, 15-14 | Centro Deportivo de Haining, Haining |  |

### Final
| 5 de agosto, 19:30                    | Australia                             | 67-71                                 | Estados Unidos                       |  |
| Reporte                               |                                       |                                       |                                      |  |
| Parciales: 15-16, 14-19, 21-21, 17-15 | Parciales: 15-16, 14-19, 21-21, 17-15 | Parciales: 15-16, 14-19, 21-21, 17-15 | Centro Deportivo de Haining, Haining |  |

## Clasificación final
|                   | Equipo         | Pts | PG | PP | PF  | PC  | Dif  |
| ----------------- | -------------- | --- | -- | -- | --- | --- | ---- |
| Medalla de oro    | Estados Unidos | 6   | 3  | 0  | 248 | 199 | 49   |
| Medalla de plata  | Australia      | 5   | 2  | 1  | 273 | 184 | 89   |
|                   |                |     |    |    |     |     |      |
| Medalla de bronce | China          | 5   | 2  | 1  | 224 | 202 | 22   |
| 4                 | Letonia        | 4   | 1  | 2  | 200 | 216 | −16  |
|                   |                |     |    |    |     |     |      |
| 5                 | Rusia          | 4   | 1  | 2  | 206 | 220 | −14  |
| 6                 | Malí           | 3   | 0  | 3  | 162 | 292 | −130 |